# Thouarella striata
Thouarella striata är en korallart som beskrevs av Kükenthal 1907. Thouarella striata ingår i släktet Thouarella och familjen Primnoidae.
Artens utbredningsområde är Södra Ishavet. Inga underarter finns listade i Catalogue of Life.